# Kirche der Heiligen Petka (Belgrad)

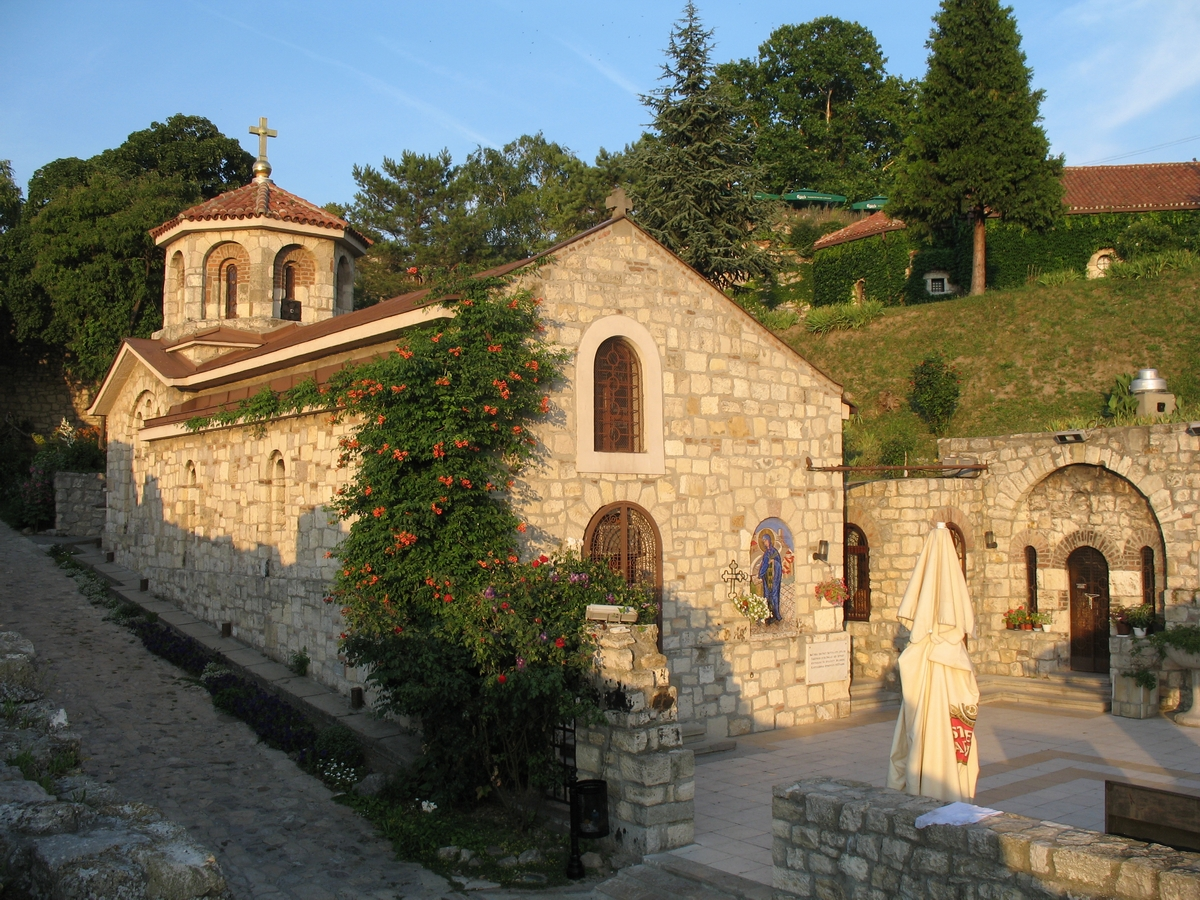
Kirche der Heiligen Petka

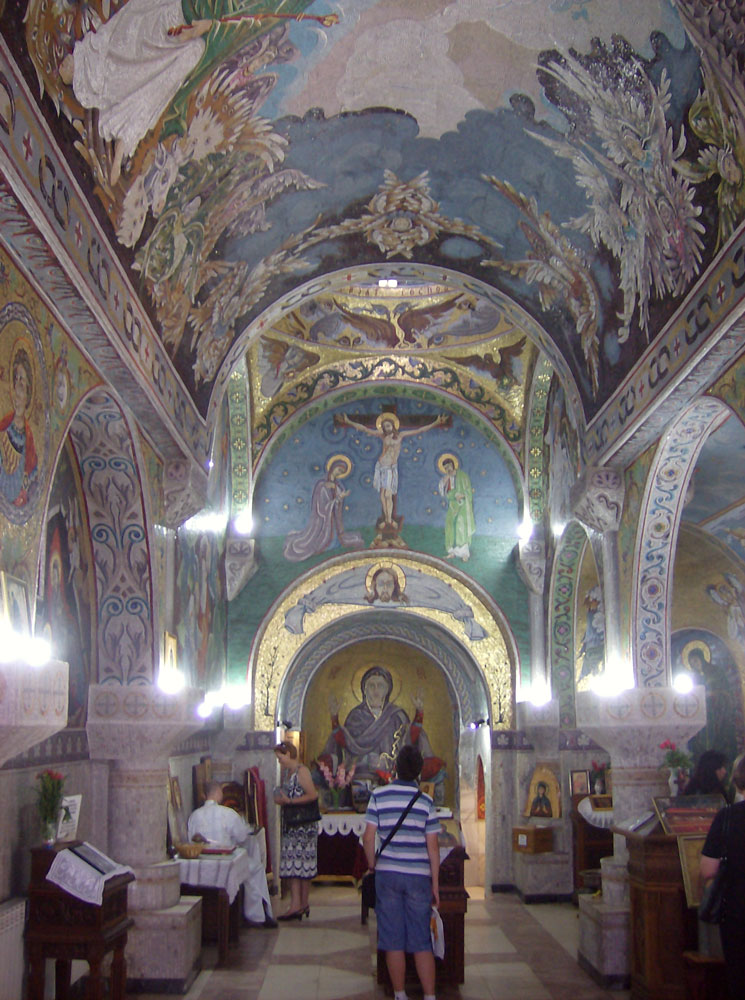
Innenraum

Die Kirche der Heiligen Petka (Serbisch: Црква свете Петке/Crkva svete Petke) ist eine serbisch-orthodoxe Kirche in Belgrad in Serbien. Sie ist der Heiligen Petka Paraskeva geweiht. Die Kirche gehört zur Eparchie von Belgrad und Karlovci der Serbisch-orthodoxen Kirche.
Die Kirche der hl. Petka befindet sich in nordöstlichen Teil der Belgrader Festung in direkter Nachbarschaft zur Rosenkirche. Eine erste Kirche wurde 1867 erbaut. Der Legende nach erschien an dieser Stelle die heilige Petka. Die dortige Quelle gilt für viele orthodoxe Christen als heilendes Wasser. Die heutige Kirche wurde 1937 nach den Entwürfen des damals bekannten Belgrader Architekten Momir Korunović errichtet. Zwischen 1980 und 1983 wurden das Innere der Kirche durch den Künstler Đuro Radulović mit Mosaiken ausgestattet.

## Sonstiges
Im frühen 15. Jahrhundert überführte die Fürstin Milica die Gebeine der hl. Petka von Weliko Tarnowo in Bulgarien nach Belgrad. Mit der osmanischen Eroberung Belgrads 1521 wurden die Gebeine der Heiligen nach Konstantinopel gebracht, danach nach Iași, wo sie sich heute befinden. In Belgrad verblieben zwei Finger, die der Überlieferung nach zu den Gebeinen der Heiligen gehören und heute als Reliquien gelten.